# Allochorema tasmanicum
Allochorema tasmanicum är en nattsländeart som beskrevs av Mosely in Mosely och Douglas E. Kimmins 1953. Allochorema tasmanicum ingår i släktet Allochorema och familjen Hydrobiosidae. Inga underarter finns listade i Catalogue of Life.